# Caprica
Caprica è una serie televisiva statunitense di fantascienza nata come spin-off della serie Battlestar Galactica, di cui costituisce un prequel.
È stata ideata tra gli altri anche da Ronald D. Moore, già autore di Battlestar Galactica.
L'idea è nata dalla fusione dei progetti tra un prequel di Battlestar Galactica e un progetto sull'intelligenza artificiale presentato alla Universal Pictures da Remi Aubuchon, futuro co-creatore della serie.
Ambientata, quindi, nello stesso universo di Battlestar Galactica, ma circa 58 anni prima, la serie racconta degli eventi che portarono gli umani a creare i robot Cyloni, futuri distruttori della civiltà. Anche in questa serie vi è un dualismo tra una civiltà politeista e un gruppo, connesso in vario modo alla nascita dei Cyloni, monoteista.
Negli Stati Uniti la serie ha debuttato il 22 gennaio 2010 su Syfy, mentre l'episodio pilota è stato pubblicato in DVD e in digital download nell'aprile 2009.
Dopo la messa in onda del tredicesimo episodio, gli ascolti hanno costretto il network a posticipare la programmazione degli ultimi cinque episodi e a non rinnovare lo show per una seconda stagione. L'ultimo episodio è andato in onda in prima visione mondiale sul canale canadese Space il 30 novembre 2010.

## Trama
Cinquantotto anni prima degli eventi narrati in Battlestar Galactica i Dodici Mondi sono in pace, ma il razzismo fra i pianeti è molto forte.
Joseph Adama è un famoso avvocato che si batte per i diritti civili, ma difende anche criminali di Tauron, il suo pianeta natale. Joseph è immigrato su Caprica da bambino, quando era ormai orfano per una guerra civile.
I tauroniani sono una popolazione povera, razzialmente disprezzata, con alcuni tratti culturali da popolazione mediterranea e semitica, e una dieta differente da quella degli altri coloniali. Il fratello di Joseph, Samuel Adama, appare, come concezione del personaggio, molto simile ad un mafioso italoamericano, altri aspetti dell'identità tauroniana sembrano far riferimento alla cultura ebraica o comunque semitica (nomi, sonorità della lingua, musica); la lingua tauroniana è chiaramente derivata dal greco.
Daniel Graystone è un affermato scienziato cibernetico e appartiene invece all'alta borghesia nativa di Caprica. È il fondatore e presidente delle Graystone Industries e questo lo rende uno degli uomini più ricchi delle dodici colonie. È sposato con Amanda, una chirurgo plastico da cui ha avuto la figlia Zoe. Possiede i Caprica Buccaneers, la squadra di Pyramid di Caprica City, che al momento in cui comincia la serie attraversa un periodo di crisi di risultati. Risiede in una splendida villa accessoriata dal punto di vista tecnologico.
Caprica è un mondo vagamente WASP, ovvero molto simile agli Stati Uniti per cultura, modo di vestire (la serie ha optato per abiti di vago stile retro anni '50) e tradizioni politiche. Molti dei discendenti della tribù di Caprica si dimostrano razzisti e snob verso gli immigrati; non così Daniel.
Le loro vite si trovano d'improvviso a dovere affrontare una tragedia comune: la perdita delle figlie, rimaste uccise in un attentato terroristico di stampo religioso.
Daniel diviene quindi ossessionato dall'idea di riportare in vita sua figlia e inizia a lavorare su vari progetti riguardanti la robotica e l'intelligenza artificiale. Preoccupato per la direzione presa dai suoi studi, Joseph Adama diventa uno dei suoi più forti oppositori.
Ma il vero elemento che fa la differenza è la figlia di Daniel, che era già stata capace da sola di produrre una sua copia virtuale, non un semplice avatar, ma un'altra se stessa, dotata di libero arbitrio e coscienza di sé. Quando lei muore il suo doppio continua a vivere, inizialmente nel solo mondo virtuale di un gioco inventato dallo stesso padre e con cui è possibile comunicare con dei visori olografici che si interfacciano direttamente con la mente degli utenti e danno a questi la percezione di una totale immersione nello stesso.

## Episodi
I primi 13 episodi sono stati trasmessi in prima visione dal canale statunitense Syfy, mentre i rimanenti sono andati in onda su Space. Syfy ha trasmesso gli ultimi cinque episodi il 4 gennaio 2011.
| Stagione       | Episodi | Prima TV originale | Prima TV Italia |
| -------------- | ------- | ------------------ | --------------- |
| Prima stagione | 18      | 2010               | 2011            |

## Personaggi e interpreti
- Joseph Adama, interpretato da Esai Morales.
- Samuel Adama, interpretato da Sasha Roiz.
- William "Willie" Adama, interpretato da Sina Najafi.
- Tamara Adama, interpretata da Genevieve Buechner.
- Daniel Graystone, interpretato da Eric Stoltz.
- Amanda Graystone, interpretata da Paula Malcomson.
- Zoe Graystone, interpretata da Alessandra Torresani.
- Lacy Rand, interpretata da Magda Apanowicz.